# Ле Ђаре (Падова)
Ле Ђаре је насеље у Италији у округу Падова, региону Венето.
Према процени из 2011. у насељу је живело 54 становника. Насеље се налази на надморској висини од 35 м.